# Alistair Cragg
Alistair Ian Cragg  (* 13. června 1980 Johannesburg, Jihoafrická republika) je bývalý irský atlet, běžec na střední a dlouhé tratě.

## Sportovní kariéra
Na začátku 21. století se zařadil mezi přední evropské vytrvalce. Třikrát startoval v běhu na 5000 metrů na olympiádě, nejlépe (dvanáctý) se umístil v roce 2004. V roce 2005 s stal halovým mistrem Evropy v běhu na 3000 metrů.